# Paul-Louis Simond
Paul-Louis Simond (Beaufort-sur-Gervanne, 30 luglio 1858 – Valence, 3 marzo 1947) è stato un medico e biologo francese il cui principale contributo alla scienza fu la sua dimostrazione che gli intermedi nella trasmissione della peste bubbonica dai ratti agli umani sono le pulci Xenopsylla cheopis che convivono con i ratti infetti.

## Primi anni di vita
Figlio di un pastore della Chiesa Riformata, dal 1878 al 1882 Simond fu assistente di Scienze mediche e biologiche presso la Facoltà di Medicina e Farmacia di Bordeaux dove iniziò la sua formazione medica. Dal 1882 al 1886 fu direttore di un lebbrosario vicino a Saint-Laurent-du-Maroni, nella Guyana francese, dove contrasse una forma attenuata di febbre gialla. Ritornato a Bordeaux nel 1886, l'anno successivo ricevette il dottorato in medicina con una tesi sulla lebbra.

## Carriera

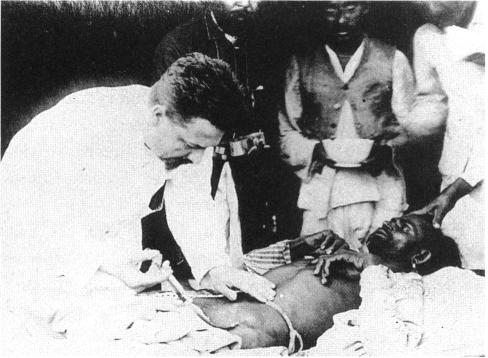
Paul-Louis Simond somministra un vaccino antipestoso il 4 giugno del 1898

Nel 1895 iniziò a lavorare presso l'Istituto Pasteur di Parigi e mentre lavorava nel laboratorio di Elie Metchnikoff, fu il primo a fornire una descrizione completa dei processi riproduttivi sessuali della Coccidia. Questo lavoro fornì un supporto sperimentale alla teoria del dimorfismo sessuale proposta da R. Pfeiffer.
Nel 1897, quando Alexandre Yersin venne trasferito dall'Istituto Pasteur al Vietnam, la posizione di questi a Bombay venne occupata da Simond, a cui venne affidato anche il compito di testare l'efficacia di un antisiero sperimentale contro la peste, dopo che era scoppiata un'epidemia in quella città. L'anno seguente, Simond si trovò a Karachi dove, nonostante le risorse limitate, fu in grado di dimostrare che le pulci sono responsabili della trasmissione del batterio Yersinia pestis, l'agente eziologico della peste bubbonica, da ratto a ratto e da ratto a umano. I suoi ingegnosi esperimenti vennero descritti nel suo rapporto all'Istituto Pasteur sulla diffusione della peste, pubblicato nel 1898 da Pierre Paul Emile Roux negli Annales de l'Institut Pasteur. Per questo lavoro Simond ricevette il premio Barbier dall'Accademia di medicina francese. Le sue scoperte non furono, tuttavia, inizialmente accettate dalla comunità scientifica, ma furono successivamente convalidate da altri scienziati e, nel 1907, le sue conclusioni vennero definitivamente ritenute fatti scientifici.
Dal 1898 al 1901 Simond fu direttore del Pasteur Institute di Saigon, dove organizzò un moderno servizio di vaccinazione. Dal 1901 al 1905 partecipò a una missione per studiare la febbre gialla in Brasile, dove lui e i suoi colleghi confermarono i risultati che la Commissione dell'esercito americano, guidata da Walter Reed, aveva appena ottenuto a Cuba e cioè che il virus amaril sia l'agente patogeno presente nel sangue dei pazienti e che questo virus può essere trasmesso all'uomo dalle specie di zanzare, Stegomyia fasciata (in seguito ribattezzata Aedes aegypti). Tra il 1908 e il 1909 condusse ricerche sulla febbre gialla in Martinica. Dal 1911 al 1913 fu direttore dell'Istituto di ricerca di batteriologia imperiale a Costantinopoli. Dopo la fine della prima guerra mondiale, Simond si trasferì a Valence per studiare la tubercolosi.

## Morte
Paul-Louis Simond morì a Valence il 3 marzo 1947 all'età di 88 anni. Dopo la sua morte, un collega biologo, René Dujarric de la Rivière, presentò l'elogio di Simond all'Accademia di Medicina.